# Hirs

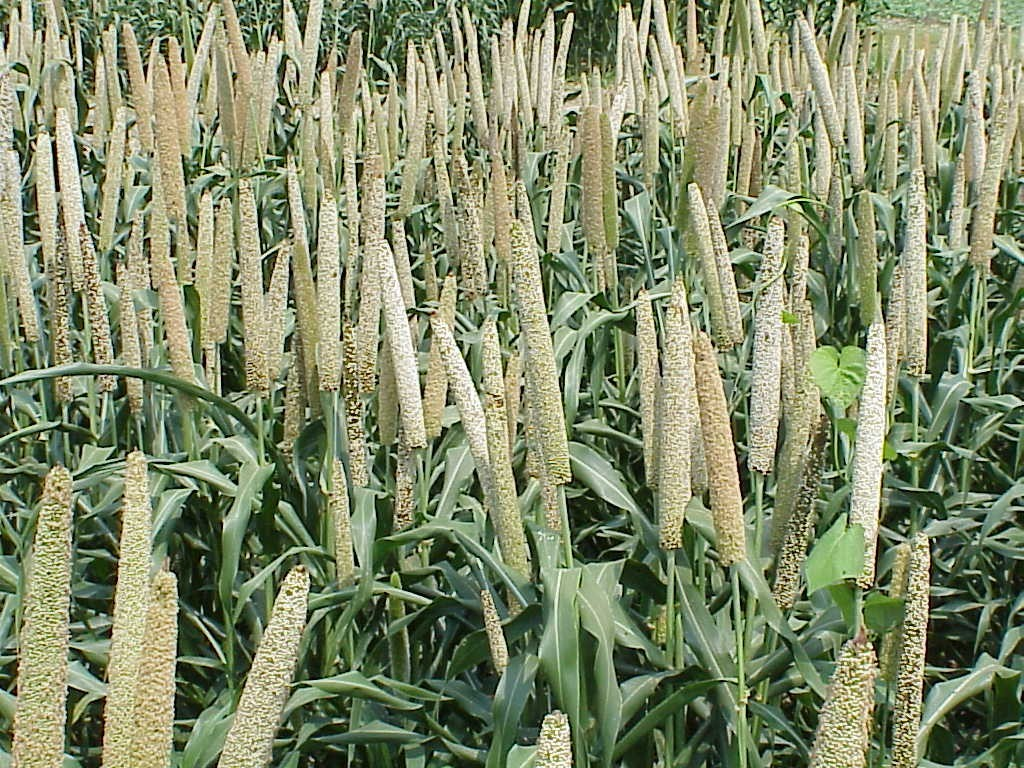
Pärlhirs

Hirs är en småfröig grupp sädesslag som odlas i stora delar av världen till mat och foder. Det har en lång historia och har tidigare även varit vanlig i Nordeuropa. Olika varianter av hirs är viktiga som grödor i framför allt Afrika.

## Historia
Äkta hirs och kolvhirs har varit viktiga grödor sedan yngre stenåldern i Kina. Man har där funnit bevis på hirsodling från 7000-5000 f.Kr. Även 4000 år gamla nudlar av hirs har hittats i Kina.
Tusentals år gammalt hirs har även påträffats i Japan och Korea. Hirs odlades under bronsåldern även i Nordeuropa, där den under senare århundraden konkurrerats ut av grödor med större avkastning. Även under medeltiden var odlingen omfattande i centrala delar av Europa.

## Varianter
Benämningen hirs står i svenska ofta för flera närbesläktade växtarter. Det inkluderar:
- Vipphirser, Panicum[3], speciellt vipphirs, Panicum miliaceum[4]
- växter i ett flertal släkten som liknar hirssläktet[5]

De vanligaste typerna av hirs är:
1. Pärlhirs (Pennisetum glaucum)
2. Kolvhirs (Setaria italica)
3. Vipphirs, även äkta hirs (Panicum miliaceum)
4. Prydnadsgräs, även korakan (Eleusine coracana)

Mindre vanliga hirstyper är:
- Hönshirs (Echinochloa)
- Paspalum scrobiculatum
- Panicum sumatrense
- Brachiaria deflexa, även Urochloa deflexa
- Urochloa ramosa, även Brachiaria ramosa eller Panicum ramosum

Teff anses ibland vara ett slags hirs, men har avsevärt mindre frön än andra sorter.

## Användning
Hirs är ett nyttigt sädesslag rikt på mineraler, fleromättat fett och B-vitaminer. Det innehåller fyra gånger så mycket järn som råris. Det är också rikt på magnesium, zink, kalcium och kalium. Hirs är naturligt fritt från gluten, så den som lider av celiaki kan äta bröd och annat bakat av hirs utan att få tarmproblem.
Kokat blir hirs lite av ett mos/gröt.